# شهرستان مارکسوفسکی
شهرستان مارکسوفسکی (به لاتین: Marksovsky District) یک شهرستان در روسیه است که در استان ساراتوف واقع شده‌است.